# نادي ساراسينز
نادي ساراسينز هو نادي اتحاد الرغبي إنجليزي من لندن يلعب في دوري الرغبي الممتاز.تأسس النادي في 1876.